# Miran Ravter
Miran Ravter (ur. 14 lutego 1972 w Velenje) – słoweński narciarz alpejski, olimpijczyk.

## Kariera
Po raz pierwszy na arenie międzynarodowej pojawił się w 1991 roku, startując na mistrzostwach świata juniorów w Geilo. Zajął tam 19. miejsce w supergigancie, 22. miejsce w gigancie i 41. miejsce w zjeździe.
W zawodach Pucharu Świata zadebiutował 22 grudnia 1993 roku w Lech, gdzie zajął 22. miejsce w supergigancie. Tym samym zdobył pierwsze pucharowe punkty. Jeszcze czterokrotnie punktował, jednak nie poprawił wyniku z debiutu. W sezonie 1993/1994 zajął 128. miejsce w klasyfikacji generalnej.
Wystartował na igrzyskach olimpijskich w Lillehammer w 1992 roku, zajmując 11. miejsce w kombinacji, 22. miejsce w supergigancie i 35. miejsce w zjeździe. Brał też udział w mistrzostwach świata w Sierra Nevada w 1996 roku, gdzie zajął 41. miejsce supergigancie i 51. miejsce w zjeździe.

## Osiągnięcia

### Igrzyska olimpijskie
| Miejsce | Dzień     | Rok  | Miejscowość | Konkurencja | Czas biegu | Strata | Zwycięzca       |
| ------- | --------- | ---- | ----------- | ----------- | ---------- | ------ | --------------- |
| 35.     | 13 lutego | 1994 | Lillehammer | Zjazd       | 1:45,75    | +2,73  | Tommy Moe       |
| 11.     | 15 lutego | 1994 | Lillehammer | Kombinacja  | 3:17,53    | +3,15  | Lasse Kjus      |
| 22.     | 17 lutego | 1994 | Lillehammer | Supergigant | 1:32,53    | +2,20  | Markus Wasmeier |

### Mistrzostwa świata
| Miejsce | Dzień     | Rok  | Miejscowość   | Konkurencja | Czas biegu | Strata | Zwycięzca       |
| ------- | --------- | ---- | ------------- | ----------- | ---------- | ------ | --------------- |
| 41.     | 13 lutego | 1996 | Sierra Nevada | Supergigant | 1:21,80    | +3,41  | Atle Skårdal    |
| 51.     | 17 lutego | 1996 | Sierra Nevada | Zjazd       | 2:00,17    | +6,87  | Patrick Ortlieb |

### Mistrzostwa świata juniorów
| Miejsce | Dzień       | Rok  | Miejscowość | Konkurencja | Czas biegu | Strata | Zwycięzca         |
| ------- | ----------- | ---- | ----------- | ----------- | ---------- | ------ | ----------------- |
| 19.     | 8 kwietnia  | 1991 | Geilo       | Supergigant | 1:27,16    | +2,04  | Jure Košir        |
| 41.     | 11 kwietnia | 1991 | Geilo       | Zjazd       | 1:05,48    | +3,27  | Ivan Bormolini    |
| 22.     | 12 kwietnia | 1991 | Geilo       | Gigant      | 2:04,64    | +2,34  | Massimo Zucchelli |

### Puchar Świata

#### Miejsca w klasyfikacji generalnej
- sezon 1993/1994: 128.
- sezon 1994/1995: 130.
- sezon 1995/1996: 139.
- sezon 1996/1997: -
- sezon 1997/1998: -

#### Miejsca na podium
Ravter nie stanął na podium zawodów PŚ.